# Frullania hypoleuca
Frullania hypoleuca là một loài Rêu trong họ Jubulaceae. Loài này được Nees mô tả khoa học đầu tiên năm 1843.